# Bouchard d'Avesnes (1170-1244)
Pour les articles homonymes, voir Bouchard, Bouchard d'Avesnes et Davesne.
Bouchard d'Avesnes, né vers 1170, et mort en 1244, fut seigneur d’Étrœungt et bailli de Hainaut, mais aussi sous-diacre à l'église de Laon.

## Biographie
Bouchard est le fils de Jacques d'Avesnes, seigneur d'Avesnes, de Leuze et de Condé et d'Adeline, dame de Guise. Il est le frère de Gautier II d'Avesnes, futur comte de Blois et de Chartres du fait de son épouse Marguerite, fille de Thibaut V de Blois.
Noble hennuyer, destiné à l'état ecclésiastique, après des études à Bruges, Paris, Orléans où il reçoit le titre de docteur, il commence sa carrière comme chantre et sous-diacre à l'église de Laon, puis chanoine et trésorier du diocèse de Tournai dont l'évêque fut de 1173 à 1191 son grand-oncle Évrard. 
Puis il revient dans le monde, en raison, semble-t-il, du fait que son frère Gautier n'avait pas de fils, ce qui laissait espérer à Bouchard la possibilité d'hériter de ses biens. Il se montre à la hauteur tant dans les conseils qu'il donne que dans les combats auxquels il participe, et acquiert une haute réputation.
Lorsque le comte de Flandre et de Hainaut, Baudouin VI de Hainaut part à la quatrième croisade en 1202, il donne le gouvernement de ses comtés et la tutelle de ses enfants, Jeanne, âgée de deux ans et Marguerite, pas encore née, à leur oncle Philippe de Namur et à Bouchard d'Avesnes. Baudouin VI devenu empereur de Constantinople, meurt en 1205 ou 1206, son épouse Marie de Champagne l'avait précédé dans la mort en 1204. Jeanne hérite de la Flandre et Marguerite du Hainaut
Bouchard est nommé bailli du comté de Hainaut en 1212. La même année, avec l'acquiescement du roi de France Philippe Auguste, très intéressé par la Flandre et la Hainaut, il épouse Marguerite, mais elle n'a que dix ans, les comtes de Flandre Jeanne et son mari Ferrand de Flandre  n'ont pas donné leur consentement, et Bouchard était sous-diacre et avait donc reçu l'ordination, ce qui ne lui permet pas de se marier, mais personne ne fait d'objection.
Bouchard s'enhardit et envahit les domaines de son frère Gautier, à qui il reproche d'avoir recueilli la majorité de l'héritage paternel. Il envahit ensuite le comté de Flandre, de sorte que Ferrand et Jeanne acceptent le mariage de leur sœur et la dotent. Il combat sous la bannière flamande à Bouvines en juillet 1214 aux côtés de Ferrand et des adversaires de Philippe Auguste. Ferrand est fait prisonnier, Bouchard capturé, parvient à s'échapper, et envisage de reprendre en mains la gestion du comté de Hainaut. Se répand alors la rumeur de sa condition ecclésiastique, de sa situation méritant l'excommunication et de la nullité du mariage.
À la suite de cette victoire du roi de France, le pape Innocent III, probablement sur le conseil du roi de France, et sur la demande de la sœur de Marguerite, Jeanne , ordonne une enquête confiée à l'évêque d'Arras. Honorius III, successeur d'Innocent III, déclare, malgré les protestations du couple, le mariage de Bouchard et de Marguerite illégal en 1215 et somme les époux de se séparer. Devant leur insoumission, il les excommunie le 19 janvier 1216. Jeanne fait envahir le Hainaut, fait Bouchard prisonnier pendant un temps à Gand. Relâché, Bouchard et Marguerite, qui ont déjà un fils, Baudouin (mort en 1219), se réfugient dans le comté de Luxembourg où leur naissent deux autres fils :
- Jean Ier d'Avesnes (1218-1257) ;
- Baudouin d'Avesnes (1219-1289), seigneur de Beaumont (Hainaut), père, entre autres de Béatrice d’Avesnes (morte en 1321) mariée au comte Henri VI de Luxembourg, et célébrée par Jacques Bretel comme la reine de cœur du Tournoi de Chauvency !

Jeanne reprend la guerre avec l'appui du roi de France, qui détient toujours Ferrand prisonnier, le pape renouvelle l'excommunication. Bouchard se rend à Rome pour se justifier, et réalise peut-être en pénitence un pèlerinage d'un an en Terre Sainte,. Il ne reverra plus Marguerite.
Pendant son absence, Marguerite rejoint en 1222 la cour de Flandre et accepte, sur la pression de sa sœur et du roi de France Louis VIII, la dissolution de son mariage. Bouchard part alors en Italie où il combat pour le Saint-Siège. Le pape lui aurait alors ordonné en 1226 de reprendre son état ecclésiastique. Revenu en Flandre, selon certains, il aurait été décapité à Rupelmonde par ordre de la comtesse Jeanne. Selon d'autres, il vécut jusqu'en 1244. Dans un acte de 1245, ses enfants donnent une rente à l'abbaye de Clairefontaine pour le repos de l'âme de leur père.
Marguerite s'étant remariée, malgré un lien de parenté, en 1223 avec Guillaume II de Dampierre et en a plusieurs enfants. Elle va alors leur sacrifier les enfants de Bouchard et leur nier toute légitimité et tout droit sur des biens, ce qui déclenche une guerre entre les Avesnes et les Dampierre. Pour régler ces différends , le roi de France, Louis IX, donne le comté de Flandre aux Dampierre et le comté de Hainaut aux Avesnes.
Selon l'ouvrage de Jean-Bernard Elzière, Le décodage des chansons de geste et de romans courtois (2013 : cf. Academia.edu), Bouchard d'Avesnes ne serait autre que le "Siegfried" de La Chanson des Nibelungen, un récit à clé rédigé, semble-t-il, vers 1260 et servant de base au grand mythe allemand des Nibelungen (cf. Wagner, Fritz Lang, etc.). Dans ce même récit, Marguerite de Flandre correspondrait à "Kriemhild".